# Sortedam Dossering
 Der er for få eller ingen kildehenvisninger i denne artikel, hvilket er et problem. Du kan hjælpe ved at angive troværdige kilder til de påstande, som fremføres i artiklen.

Sortedam Dossering er en ca. 2 km lang gade/sti på Nørrebro og Østerbro i København. Den begynder ved Nørrebrogade og løber langs den nordlige side af de to dele af Sortedams Sø mod nordøst, hvor den ender i Østerbrogade. På strækningen fra Østerbrogade til Helgesensgade er den lukket for bilister og kan kun benyttes af fodgængere og – fra 2008 – cyklister, for hvem den indgår i "Søruten".
Sortedamssøen omtales så langt tilbage som 1619, i formen "Soerte dam". Man ved ikke med sikkerhed, hvad navnet sigter til: Det kan være ordet dam som betegnelse for en mindre sø, men det kan også være ordet "dam" i betydning "dæmning". Og netop dæmningen ved Østerbrogade var afgørende for søen, da vandet ellers ville løbe ud i Øresund.
Navnet dossering kommer fra det franske ord "dos", som betyder ”ryg”, og kan bruges om en vej på en dæmning eller skråning ved noget vand. Det var hvad vejen tidligere var, en sti ved en lille skråning ned til søen med et par enkelte både- og fiskebroer.
Sortedamssøen er som de andre søer skabt kunstigt og fik deres nuværende form i slutningen af 1720’erne, da dosseringerne blev lagt helt fast. Det skyldtes hensynet til Københavns befæstning, der gerne skulle have et præcist velafgrænset vandareal foran glaciet, men det var også et forsøg på at undgå oversvømmelser af bl.a. blegedammene ved forårstide, når vandet stod højt.
På hjørnet hvor Sortedam Dossering og Østerbrogade mødes, ses der på det tidligste kort over bydelen Østerbro fra 1728, at her lå en "Tobacks-Plantagie".
I dæmningen ved Østerbrogade var der anbragt et udløb, så kongens fiskedamme og haverne mod øst kunne få frisk vand.
Fra 1894 til 1920'erne kunne man hvert 7. minut tage rutebåden, der gik herfra til Gyldenløvesgade.
I 1929 indrettedes spadserestier på dosseringernes nedre skråning, så man kunne promenere tæt på vandet. De nuværende kastanjetræer blev plantet samtidig, og de er nu altså over 85 år gamle.
I den østlige ende er der altid isfrit langs dosseringen, fordi der her findes et udløb af kølevand fra Rigshospitalets cyklotroner. Her holder masser af fugle derfor til om vinteren. Ved det samme Østerbrogadehjørne findes flere caféer og barer med udendørsservering.

## Nævneværdige bygninger i gaden
- Nr. 5, 5. sal: Her boede tidligere baronessen Ulla Wedell-Wedellsborg.
- Nr. 17, 1. sal: Her boede tidligere kunstmaler Asger Riber.
- Nr. 23, 1. sal: Her boede tidligere koncertsangerinde Else Bast.
- Nr. 37: Her lå C.P. Jürgensens mekaniske Etablissement i kælderen til en villa, hvor C.P. Jürgensen selv boede. I dag ligger her Plejecentret Sølund.
- Nr. 45, 1. sal: Her boede tidligere operasangerinde Ida Roholm.
- Nr. 49: Her lå Arbejderhjemmet Fredenshus' første bygning fra 1895 tegnet af Georg E.W. Møller. Nedrevet 1973 i forbindelse med Søringen-projektet.
- Nr. 51: Her bemærkes det moderne økofuturistiske gavlmaleri fra 2009 i friske farver.
- Nr. 55: En af meget få bevarede villaer ved Søerne. Opført 1869 ved arkitekt Georg E.W. Møller. Fredet.
- Nr. 59: Kronprins Frederiks og Kronprinsesse Louises Stiftelse, en bygning fra 1900 af arkitekt Ludvig Knudsen. Bygningen er opført af Den Danske Frimurerorden under Frederik 8.s protektorat. I stiftelsens haveanlæg, der vender ud mod Sortedamssøen, er springvand og buster af Frederik 8. og Louise af Sverige-Norge med deres latinske valgsprog. I en af opgangene er der endnu en buste af Zahle samt marmorplader med navnene på nogle af de personer, som har modtaget legater, og med angivelse af, hvor meget de har modtaget.
- Nr. 67: ”Børnehjemmet af 1870” med stor, ny legeplads.
- Nr. 69: Markant lyserød bygning som er smykket med bl.a. fire små grønne gekkoer under karnappen. Her boede tidligere nationalbankdirektør Ove Jepsen.
- Nr. 85: Soldenfeldts Stiftelse eller Den Soldenfeldstske Stiftelse, opført 1895, tegnet af professor og arkitekt H.B. Storck, og brugt som stiftelse for ældre kvinder, særligt tjenestepiger og tyende. Der er meget fine udsmykninger, bl.a. relieffer af kvinder der repræsenterer dyder som mådehold, flid, osv. Bygningen er fredet.
- Nr. 91 Forhenværende verdensmester i boksning Johny Bredahl boede her i mange år. Nu er det et familien Dohn dynasti.
- Nr. 101, 4. sal: Her boede tidligere baron P. Wedell-Wedellsborg.
- Nr. 103, 4. sal: Her var der i 50’erne fotostudie for flere fotografer, bl.a. Varvara A/S.